# (8081) Leopardi
(8081) Leopardi ist ein Asteroid des inneren Hauptgürtels, der am 4. Dezember 1986 am Observatorium San Vittore (IAU-Code 552) in Bologna entdeckt wurde.
Der Asteroid wurde am 8. August 1998 nach dem italienischen Dichter, Essayisten und Philologen Giacomo Leopardi (1798–1837) benannt, dem neben Alessandro Manzoni eine entscheidende Rolle bei der Erneuerung der italienischen Literatursprache im 19. Jahrhundert zukam und der im Alter von 15 Jahren eine Storia dell’astronomia („Geschichte der Astronomie“) verfasste.
.